# Září
Září je podle gregoriánského kalendáře devátý měsíc v roce. Má 30 dní. Stejně jako u října v češtině jeho název pochází od říje. Vznikl ze slovního spojeni za říje (tedy během říje), staročesky za řuje. Ze starého slova řúti vzniklo současné řváti. Září je proto obdobím, kdy se zvěř páří a vydává typické zvuky – řve. Teorie, že slovo září odkazuje na končící léto, v němž slunce ještě září, je nepravdivá. Latinsky se měsíc nazývá September od latinského septem (tj. sedmý), neboť do roku 153 př. n. l. bylo září v římském kalendáři sedmým měsícem v roce. Tento název se v současnosti používá v mnoha evropských jazycích.
Září začíná stejným dnem v týdnu jako prosinec. Podle židovského kalendáře připadá září obvykle na měsíce elul a tišri.
Astrologicky je Slunce asi první dvě třetiny září ve znamení Panny a zbytek měsíce ve znamení Váhy. V astronomických termínech začíná v souhvězdí Lva a končí v souhvězdí Panny.
Během září se na severní polokouli zkracuje délka dne. Na území České republiky, přesněji na průsečíku 50. rovnoběžky a 15. poledníku, je první zářijový den dlouhý okolo 13 hodin a 29 minut. Slunce vychází přibližně v 6.15 a zapadá v 19.44 hodin středoevropského letního času. Kolem 23. září nastává rovnodennost. Slunce je na úrovni zemského rovníku a v tento den vychází přesně na východě a zapadá přesně na západě. Den a noc mají stejnou délku a začíná podzim. Poslední den v září je kratší o hodinu a 48 minut. Slunce vychází okolo 6.59 a zapadá v 18.40 hodin.
Podle meteorologických měření v pražském Klementinu byla od 18. století nejvyšší zářijová teplota zaznamenána 5. září 1781 (33,1 °C) a nejnižší 27. září 1877 (0,7 °C). Průměrné zářijové teploty se v letech 1961–1990 pohybovaly od 13 do 17,4 °C. Z celého území České republiky byla nejvyšší teplota naměřena 1. září 2015 (37,4 °C) a nejnižší 21. září 1997 na Horské Kvildě na Šumavě (−10,5 °C). Nejvíce srážek za den spadlo 7. září 1996 ve Starých Hamrech na Frýdeckomístecku (182,9 mm).
Teplotní průměr v zářijových dnech naměřený v Klementinu v letech 1961–1990:
V České republice připadá na září státní svátek Den české státnosti, který připomíná zavraždění svatého Václava, patrona českého národa, 28. září 935 nebo 929.
Podle září jsou pojmenovány některé události, které se v tomto měsíci odehrály. Během Velké francouzské revoluce se 2.–6. září 1792 došlo k Zářijovým masakrům, když před blížící se rakouskou a pruskou armádou byly ve věznicích povražděny stovky odpůrců režimu. Rakouský císař František Josef I. vydal 20. září 1865 Zářijový manifest, kterým pozastavil platnost Únorové ústavy a rozpustil Říšskou radu. Jugoslávský král Alexandr I. Karađorđević v září 1931 vyhlásil Zářijovou ústavu.
Jako zářijová kampaň nebo zářijové tažení se někdy označuje invaze do Polska, když 1. září 1939 německá armáda vtrhla do Polska a začala tak druhá světová válka. V září 1970 zemřely v Jordánsku tisíce lidí při tzv. Černém září, když se Organizace pro osvobození Palestiny pokusila zabít krále a vyvolat revoluci. Podle těchto událostí se nazývala i palestinská teroristická skupina Černé září, která 5. září 1972 na Olympijských hrách v Mnichově zavraždila 11 izraelských sportovců.
V září začíná období podzimní sklizně a školní rok. Kromě ovoce a brambor dozrává také vinná réva a chmel. Proto se v lidové tradici českých zemích odehrávají v tomto měsíci tzv. sklizňové slavnosti – vinobraní, dočesná nebo pro jižní Čechy typická konopická. V českých zemích se dříve na svátek sv. Václava v hornatých krajích sváděl dobytek z letních pastvin do vsí k přezimování. V některých oblastech také končila roční služba čeledi a zároveň se uzavíraly smlouvy s hospodáři na příští rok, na Plzeňsku si čeleď ze svých řad volila chudého krále a královnu, kteří pak se svými "dvořany" obcházeli ves a se zpěvem prosili o dary (vejce, pečivo). Večer se pak v místní hospodě konala z výslužky hostina.

## Pranostiky

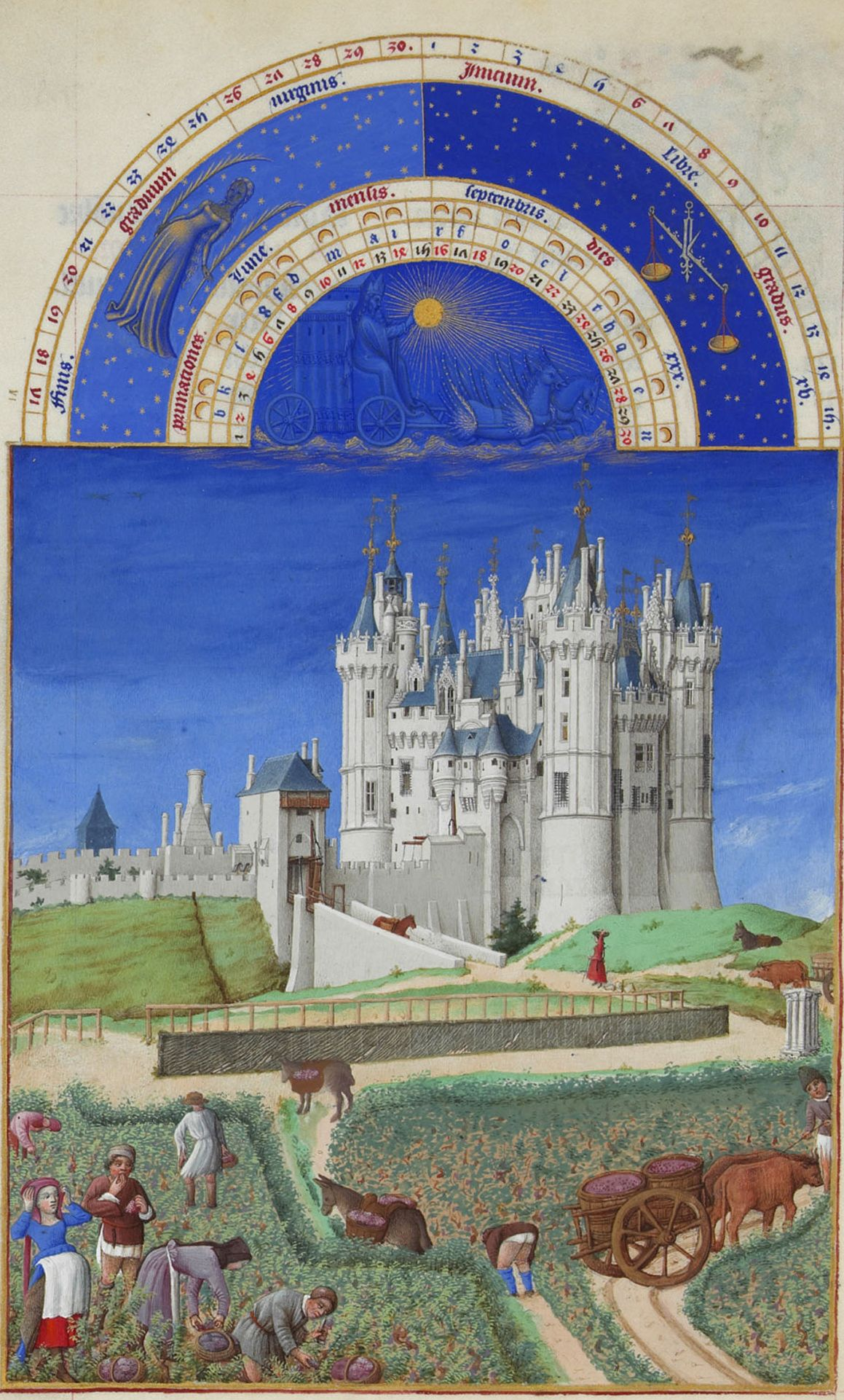
Září (Přebohaté hodinky vévody z Berry)

- Teplé září – dobře se ovoci i vínu daří.
- V září mnoho požárů bývá, proto se obloha rdívá.
- Na dešti v září rolníků moc záleží.
- Zářijový déšť polím potrava, zářijové spršky pro víno otrava.
- Zářijová slota – hrstka deště, fůra bláta.
- Po hojných deštích v září osení zimní se podaří.
- Bouřky v druhé polovině září přinášejí mnoho větrů.
- Bouřka v září – sníh v prosinci.
- Bouřky v září – na jaře mnoho sněhu.
- Ozve-li se v září hrom, bude v zimě zavát každý strom.
- Teplé září – říjen se mračí.
- Září víno vaří a co nedovaří, říjen dopeče.
- Babí léto – léto na odchodě.
- Touží-li září po rose, bude v říjnu bláta po ose.
- Jaké počasí v září, tak se i březnu vydaří.
- Když čečetek nevídati, hotov se na tuhou zimu.
- Pěkné růže v zahrádkách věští pěkný podzimek a pozdní zimu.
- Divoké husy na odletu – konec i babímu létu.
- Divoké husy svačinu odnášejí a zimu přinášejí.
- Září jezdí na strakaté kobyle.
- Podzim na strakaté kobyle jezdí.
- Podzim bohatý na mlhu věští v zimě mnoho sněhu.
- Září, na léto jde stáří.